# Club Deportivo Burela Fútbol Sala
Il Club Deportivo Burela Fútbol Sala è una squadra galiziana di calcio a 5 fondata nel 2001 a Burela.

## Storia
Il Burela è stato il primo club spagnolo a raggiungere la Primera División sia con la squadra maschile che con quella femminile.
Dal 2006 Ronaldinho è socio onorario del club.